# 하카 텔레비전
하카 텔레비전(객가전시대. 客家電視臺, Hakka TV) 또는 객가 텔레비전은 중화민국의 유일한 하카어 텔레비전 방송국이다. 2003년 7월 1일 정식 개국하였다. 타이완텔레비전방송공사가 하카위원회의 위탁을 받아 개국을 하였다. 하카위원회가 이 방송을 후원하고 있다.

## 같이 보기
- 하카위원회
- 타이완텔레비전방송공사
- 하카어